# Karel Nováček
Karel Nováček, né le 30 mars 1965 à Prostějov, est un joueur tchèque de tennis.
Dans sa carrière, il totalise 13 titres ATP en simple et 6 en double. Il aura atteint son meilleur classement en simple le 18 novembre 1991, avec une 8e place mondiale. Il a en outre remporté le Masters Series de Hambourg en 1991, atteint les quarts de finale des Internationaux de France de tennis en 1987 et 1993, les demi-finales de l'US Open en 1994 et la finale de l'US Open de double en 1993 avec son compatriote Martin Damm. En 1987 à Roland-Garros au 2e tour (1/32), il inflige un des rares 6-0, 6-0, 6-0 de l'ère Open (5 en plus de 40 saisons) à Eduardo Bengoechea.
En 1994, il atteint les demi-finales de l'Open de Manchester où il est battu par le futur vainqueur, l'australien Patrick Rafter.
En 1995, Karel Nováček et le Suédois Mats Wilander sont contrôlés positifs à la cocaïne lors d’un double à Roland-Garros. Ils sont suspendus trois mois.

## Parcours dans les tournois duGrand Chelem

### En simple
| Année | Open d'Australie | Open d'Australie | Internationaux de France | Internationaux de France | Wimbledon       | Wimbledon   | US Open         | US Open       | Open d'Australie | Open d'Australie |
| ----- | ---------------- | ---------------- | ------------------------ | ------------------------ | --------------- | ----------- | --------------- | ------------- | ---------------- | ---------------- |
| 1984  | n.o.             | n.o.             | 3e tour (1/16)           | F. Cancellotti           | —               | —           | —               | —             | —                | —                |
| 1985  | n.o.             | n.o.             | 1er tour (1/64)          | C. Motta                 | —               | —           | —               | —             | —                | —                |
| 1986  | n.o.             | n.o.             | 1er tour (1/64)          | S. Casal                 | 1er tour (1/64) | E. Edwards  | 1er tour (1/64) | A. Krickstein | n.o.             | n.o.             |
| 1987  | —                | —                | 1/4 de finale            | M. Mečíř                 | 1er tour (1/64) | Bo. Becker  | 1er tour (1/64) | M. Mečíř      | n.o.             | n.o.             |
| 1988  | —                | —                | 1er tour (1/64)          | S. Edberg                | 2e tour (1/32)  | Bo. Becker  | —               | —             | n.o.             | n.o.             |
| 1989  | —                | —                | 3e tour (1/16)           | S. Bruguera              | 2e tour (1/32)  | M. Wilander | —               | —             | n.o.             | n.o.             |
| 1990  | 3e tour (1/16)   | I. Lendl         | 1/8 de finale            | T. Champion              | 3e tour (1/16)  | K. Curren   | 1er tour (1/64) | J. Yzaga      | n.o.             | n.o.             |
| 1991  | 1er tour (1/64)  | P. Cash          | 1er tour (1/64)          | M. Gustafsson            | 1/8 de finale   | J. Courier  | 3e tour (1/16)  | J. Connors    | n.o.             | n.o.             |
| 1992  | 2e tour (1/32)   | W. Ferreira      | 1er tour (1/64)          | D. Rostagno              | 1er tour (1/64) | S. Stolle   | —               | —             | n.o.             | n.o.             |
| 1993  | —                | —                | 1/4 de finale            | R. Krajicek              | 1er tour (1/64) | L. Herrera  | 3e tour (1/16)  | C. Adams      | n.o.             | n.o.             |
| 1994  | 3e tour (1/16)   | L. Jonsson       | 1er tour (1/64)          | R. Krajicek              | 1er tour (1/64) | M. Ondruska | 1/2 finale      | M. Stich      | n.o.             | n.o.             |
| 1995  | 1/8 de finale    | J. Courier       | 1er tour (1/64)          | C. Pioline               | 1er tour (1/64) | S. Matsuoka | 1er tour (1/64) | R. Krajicek   | n.o.             | n.o.             |

N.B. : à droite du résultat se trouve le nom de l'ultime adversaire.

### En double
| Année | Open d'Australie            | Open d'Australie        | Internationaux de France    | Internationaux de France     | Wimbledon                   | Wimbledon                | US Open                      | US Open                    |
| ----- | --------------------------- | ----------------------- | --------------------------- | ---------------------------- | --------------------------- | ------------------------ | ---------------------------- | -------------------------- |
| 1988  | —                           | —                       | 2e tour (1/16) M. Oosting   | J. Stoltenberg T. Woodbridge | 1er tour (1/32) J. Čihák    | S. Davis D. Goldie       | 1er tour (1/32) M. Bahrami   | D. Cahill S. Youl          |
| 1989  | —                           | —                       | 1er tour (1/32) T. Meinecke | T. Šmíd M. Woodforde         | 1er tour (1/32) J. Navrátil | G. Ivanišević N. Pereira | —                            | —                          |
| 1990  | 2e tour (1/16) R. Osterthun | G. Connell G. Michibata | 1/4 de finale M. Šrejber    | P. Haarhuis M. Koevermans    | 1er tour (1/32) L. Pimek    | G. Forget J. Hlasek      | 1er tour (1/32) M. Mortensen | P. Galbraith K. Jones      |
| 1991  | 2e tour (1/16) L. Pimek     | U. Riglewski M. Stich   | —                           | —                            | 1er tour (1/32) T. Šmíd     | P. Annacone K. Evernden  | 1/8 de finale P. Korda       | M. Lucena B.-O. Pedersen   |
| 1992  | 1/8 de finale G. Prpić      | G. Bloom P. Wekesa      | 1er tour (1/32) G. Prpić    | M. Kratzmann W. Masur        | 1er tour (1/32) V. Flégl    | G. Pozzi O. Rahnasto     | —                            | —                          |
| 1993  | —                           | —                       | 2e tour (1/16) C.-U. Steeb  | L. Jensen M. Jensen          | 1er tour (1/32) M. Damm     | M. Keil D. Randall       | Finale M. Damm               | K. Flach R. Leach          |
| 1994  | 1/2 finale M. Damm          | J. Eltingh P. Haarhuis  | 2e tour (1/16) M. Damm      | P. Annacone D. Flach         | 1/8 de finale M. Damm       | T. Nijssen C. Suk        | 1/4 de finale M. Damm        | T. Woodbridge M. Woodforde |
| 1995  | 2e tour (1/16) M. Damm      | K. Ullyett L. Paes      | 1/8 de finale M. Wilander   | J. Grabb P. McEnroe          | 1er tour (1/32) M. Wilander | D. Nargiso G. Raoux      | 2e tour (1/16) M. Damm       | A. O'Brien S. Stolle       |
| 1996  | —                           | —                       | 2e tour (1/16) V. Spadea    | G. Forget J. Hlasek          | —                           | —                        | 1/8 de finale N. Pereira     | G. Forget J. Hlasek        |

N.B. : le nom du ou de la partenaire se trouve sous le résultat ; le nom des ultimes adversaires se trouve à droite.

## Parcours dans lesMasters 1000
| Année | Indian Wells            | Miami               | Monte-Carlo                | Hambourg                    | Rome                      | Canada | Cincinnati           | Stockholm puis Essen puis Stuttgart | Paris                     |
| ----- | ----------------------- | ------------------- | -------------------------- | --------------------------- | ------------------------- | ------ | -------------------- | ----------------------------------- | ------------------------- |
| 1990  | 1er tour F. Clavet      | 2e tour M. Jaite    | 2e tour H. Skoff           | 1er tour G. Forget          | 2e tour A. Krickstein     | —      | 1er tour R. Fromberg | 2e tour J. McEnroe                  | 1er tour Y. Noah          |
| 1991  | —                       | 2e tour P. Haarhuis | 1er tour G. Prpić          | Victoire M. Gustafsson      | 1er tour M. Cierro        | —      | —                    | 1/8 de finale R. Reneberg           | 1/4 de finale J. Svensson |
| 1992  | 1/8 de finale F. Clavet | 2e tour R. Gilbert  | 1/8 de finale A. Chesnokov | 1/4 de finale Bo. Becker    | 1er tour T. Carbonell     | —      | —                    | 1/8 de finale S. Edberg             | 1er tour A. Chesnokov     |
| 1993  | —                       | —                   | 1er tour M. Larsson        | 1/8 de finale M. Gustafsson | 1/8 de finale S. Bruguera | —      | —                    | —                                   | 1/8 de finale Bo. Becker  |
| 1994  | —                       | —                   | 1er tour P. Korda          | 1er tour S. Doseděl         | 1er tour Bo. Becker       | —      | 1er tour H. Holm     | —                                   | —                         |
| 1995  | 1er tour J. Björkman    | 2e tour M. Wilander | 2e tour D. Wheaton         | —                           | 1er tour R. Furlan        | —      | —                    | —                                   | —                         |
| 1996  | —                       | 1er tour M. Damm    | —                          | —                           | —                         | —      | —                    | —                                   | —                         |

N.B. : sous le résultat se trouve le nom de l’ultime adversaire.